# Висунарат
Висунарат (Висун) — король Лансанга в 1500 (1501) — 1520 годах.
Период его правления характеризуется широким культовым и гражданским строительством, ряд построек того времени сохранился до сих пор.

## Биография
Родился в 1465 году (1467 году) под именем Виджай Кумара. Был губернатором Вьентьяна. В 1491 году назначен премьер-министром. В 1495—1497 годах был регентом своего племянника Сомпху. После смерти Сомпху в 1500 (1501) году он стал королём Лансанга.
Его царствование — стабильный и процветающий период в истории Лансанга. Висунарат оставил после себя много памятников и культовых зданий. Он умер в 1520 году.

## Семья и дети
У Висунаварата был один сын: Потисарат. Он наследовал престол после отца.